# سیارک ۱۱۳۵۹
سیارک ۱۱۳۵۹ (به انگلیسی: 11359 Piteglio، نامگذاری:1998BP24) یازده هزار و سیصد و پنجاه و نهمین سیارک کشف شده‌است که در ۲۷ ژانویه ۱۹۹۸ کشف شد.
قدر مطلق سیارک برابر ۱۴٫۲۰ است.